# Arctic Sunrise

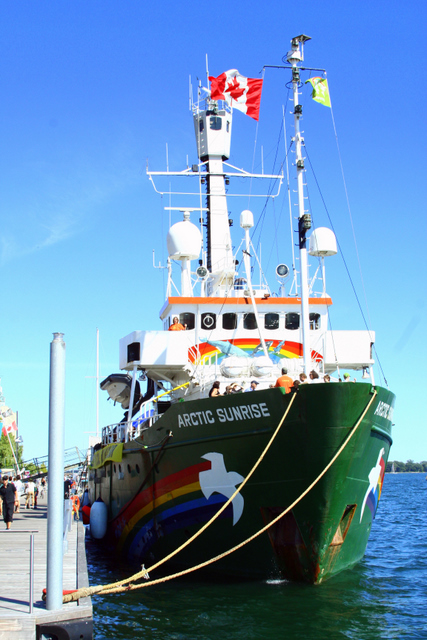
Arctic Sunrise

Arctic Sunrise je motorová výzkumná loď organizace Greenpeace.

## Historie
Byla postavena v roce 1975 s výtlakem 949 tun, dlouhá 50 metrů s maximální rychlostí 13 uzlů (24 km/h). Původně plula pod norskou vlajkou a jmenovala se Polarbjørn (Lední medvěd). V roce 1995 ji zakoupila organizace Greenpeace a přejmenovala na Arctic Sunrise.
V září 2013 byla loď pod vedením kapitána Petera Willcoxe i její posádka zadržena ruskou pohraniční stráží po pokusu aktivistů Greenpeace o přepadení a obsazení těžební plošiny Prirazlomnaja firmy Gazprom v Pečorském moři. Akcí Greenpeace protestovala proti těžně ropy. Loď pohraničníci odvezli do přístavu Murmansk a 30 členů posádky bylo zadrženo ve vazbě. Mezi zadrženými byl také ruský fotograf na volné noze Denis Siňjakov.
Právníci organizace Greenpeace připravují žaloby na postup ruských úřadů. Dne 17. října 2013 se skupina 11 nositelů Nobelovy ceny za mír obrátila otevřeným dopisem na ruského prezidenta Vladimira Putina ve věci vězněné posádky s výzvou, aby se vmísil do práce murmanské justice a udělal vše pro to, aby úřady upustily od obvinění zadržených z pirátství. Mezi signatáři byl například jihoafrický arcibiskup Desmond Tutu a íránská právnička Širín Ebadiová. Putin žádost odmítl, s tím, že v Rusku platí dělba moci, justice je nezávislá a prezident neovlivňuje její činnost. Dne 21. října oznámila vláda Nizozemska, pod jehož vlajkou loď plula, že se obrátila na Mezinárodní soud pro námořní právo, aby nařídil Rusku propustit zadržovanou loď a 30 vězněných členů její posádky. Soudní jednání začalo 6. listopadu v německém Hamburku. Zástupce Ruska se k jednání nedostavil. 
V prosinci 2013 byli všichni aktivisté z lodi propuštěni na základě prezidentské amnestie.
Až v červnu 2014 byl zástupcům Greenpeace umožněn vstup na palubu lodi. Po deseti měsících bez údržby v ruském držení musela loď nejdříve projít základní opravou, aby následně 1. srpna 2014 mohla odplout z Murmansku do domovského přístavu v Amsterdamu.